# چیندو اوباسی
چیندو اوگبوکه اوباسی (ایگبو: Chinedu Ogbuke Obasi؛ زادهٔ ۱ ژوئن ۱۹۸۶) بازیکن فوتبال اهل نیجریه است.
وی همچنین در تیم ملی فوتبال نیجریه بازی کرده‌است.